# Eintracht Frankfurt 2002-2003
Questa voce raccoglie le informazioni riguardanti l'Eintracht Frankfurt nelle competizioni ufficiali della stagione 2002-2003.

## Stagione
Nella stagione 2002-2003 l'Eintracht Francoforte, allenato da Willi Reimann, concluse il campionato di 2. Bundesliga al 3º posto e fu promosso in Bundesliga. In Coppa di Germania l'Eintracht Francoforte fu eliminato al secondo turno dall'Hansa Rostock.

## Rosa
| N. |                               | Ruolo | Calciatore         |
| -- | ----------------------------- | ----- | ------------------ |
| 1  | Macedonia del Nord (bandiera) | P     | Oka Nikolov        |
| 2  | Germania (bandiera)           | D     | Sven Günther       |
| 3  | Germania (bandiera)           | D     | Henning Bürger     |
| 4  | Germania (bandiera)           | D     | Andree Wiedener    |
| 5  | Germania (bandiera)           | D     | Jens Keller        |
| 6  | Spagna (bandiera)             | C     | David Montero      |
| 7  | Albania (bandiera)            | C     | Ervin Skela        |
| 8  | Germania (bandiera)           | D     | Michael Wenczel    |
| 9  | Polonia (bandiera)            | A     | Paweł Kryszałowicz |
| 10 | Germania (bandiera)           | C     | Dino Toppmöller    |
| 12 | Brasile (bandiera)            | D     | Matheus Vivian     |
| 13 | Germania (bandiera)           | D     | Uwe Bindewald      |

| N. |                           | Ruolo | Calciatore         |
| -- | ------------------------- | ----- | ------------------ |
| 14 | Brasile (bandiera)        | A     | Franciel Rodrigo   |
| 16 | Camerun (bandiera)        | D     | Serge Branco       |
| 17 | Germania (bandiera)       | C     | Daniyel Cimen      |
| 18 | Italia (bandiera)         | D     | Baldo Di Gregorio  |
| 19 | Germania (bandiera)       | C     | Albert Streit      |
| 20 | Germania (bandiera)       | A     | Markus Beierle     |
| 21 | Germania (bandiera)       | D     | Lars Weißenfeldt   |
| 23 | Rep. del Congo (bandiera) | D     | Jean Tsoumou-Madza |
| 24 | Germania (bandiera)       | C     | Alexander Schur    |
| 26 | Mali (bandiera)           | A     | Bakary Diakité     |
| 28 | Stati Uniti (bandiera)    | C     | Jermaine Jones     |
| 30 | Germania (bandiera)       | P     | Andreas Menger     |

## Organigramma societario
Area tecnica
- Allenatore: Willi Reimann
- Allenatore in seconda: Ján Kocian
- Preparatore dei portieri:
- Preparatori atletici:

## Calciomercato

### Sessione estiva
| Acquisti | Acquisti           | Acquisti                         | Acquisti |
| R.       | Nome               | da                               | Modalità |
| -------- | ------------------ | -------------------------------- | -------- |
| D        | Henning Bürger     | St. Pauli                        |          |
| D        | Baldo Di Gregorio  | Eintracht Francoforte (juniores) |          |
| A        | Bakary Diakité     | De Graafschap                    |          |
| A        | Franciel Rodrigo   | Grêmio                           |          |
| D        | Sven Günther       | Schweinfurt 05                   |          |
| D        | Jens Keller        | Colonia                          |          |
| C        | David Montero      | Waldhof Mannheim                 |          |
| C        | Dino Toppmöller    | Bochum                           |          |
| D        | Jean Tsoumou-Madza | O. Neugersdorf                   |          |

| Cessioni | Cessioni           | Cessioni                 | Cessioni |
| R.       | Nome               | da                       | Modalità |
| -------- | ------------------ | ------------------------ | -------- |
| A        | Saša Ćirić         | Norimberga               |          |
| C        | Stephen Famewo     | Eintracht Francoforte II |          |
| C        | Marco Gebhardt     | Energie Cottbus          |          |
| C        | Giuseppe Gemiti    | Udinese                  |          |
| P        | Daniel Haas        | Hannover 96              |          |
| P        | Dirk Heinen        | Denizlispor              |          |
| D        | Vladimir Maljkovic | Eintracht Francoforte II |          |
| C        | Michael Mutzel     | Stoccarda                |          |
| C        | Peter Németh       | AS Trenčín               |          |
| A        | Yilmaz Örtülü      | Saarbrücken              |          |
| C        | Christoph Preuß    | Bayer Leverkusen         |          |
| D        | Karel Rada         | Teplice                  |          |
| D        | Jens Rasiejewski   | St. Pauli                |          |
| C        | Alexander Rosen    | Saarbrücken              |          |
| D        | Jae-won Sim        | Hyundai Pusan            |          |
| C        | Gerd Wimmer        | Hansa Rostock            |          |
| A        | Chen Yang          | St. Pauli                |          |

### Sessione invernale
| Acquisti | Acquisti       | Acquisti      | Acquisti |
| R.       | Nome           | da            | Modalità |
| -------- | -------------- | ------------- | -------- |
| A        | Markus Beierle | Hansa Rostock |          |

| Cessioni | Cessioni                | Cessioni | Cessioni |
| R.       | Nome                    | da       | Modalità |
| -------- | ----------------------- | -------- | -------- |
| A        | Rolf-Christel Guié-Mien | Friburgo |          |

## Risultati

### 2. Bundesliga

#### Girone di andata
| Arbitro: | Wack |

|                                                            |           |  |
| Stanislawski 22’ (aut.) Guié-Mien 84’ Skela 88’ Streit 89’ | Marcatori |  |

| Arbitro: | Aust |

|  |           |                          |
|  | Marcatori | 67’ Keller 90’ Guié-Mien |

| Arbitro: | Walz |

|                         |           |  |
| Jones 26’ Guié-Mien 87’ | Marcatori |  |

| Arbitro: | Meyer |

|                                          |           |                                |
| Lottner 13’ Keller 71’ (aut.) Scherz 75’ | Marcatori | 45’ Bindewald 49’ Kryszałowicz |

| Arbitro: | Anklam |

|  |           |                                 |
|  | Marcatori | 30’ Frühbeis 68’ Younga-Mouhani |

| Arbitro: | Weiner |

|  |           |                    |
|  | Marcatori | 44’, 76’ Guié-Mien |

| Arbitro: | Fandel |

|                         |           |            |
| Guié-Mien 18’ Skela 90’ | Marcatori | 25’ Ebbers |

| Arbitro: | Voss |

|              |           |  |
| Ivanović 42’ | Marcatori |  |

| Arbitro: | Krug |

|                        |           |                                |
| Braham 36’ Winkler 41’ | Marcatori | 8’ Guié-Mien 76’ Tsoumou-Madza |

| Arbitro: | Gagelmann |

|                                                        |           |           |
| Tsoumou-Madza 12’ Guié-Mien 15’ Montero 25’ Branco 42’ | Marcatori | 29’ Bamba |

| Arbitro: | Sippel |

|             |           |                                            |
| Bärwolf 70’ | Marcatori | 4’ Kryszałowicz 16’ Wiedener 46’ Guié-Mien |

| Francoforte sul Meno 8 novembre 2002, ore 19:00 CET 12ª giornata | Eintracht Francoforte | 0 – 0 referto | Eintracht Braunschweig | Waldstadion (12 100 spett.)\| Arbitro: \| Weber \| |
| Arbitro:                                                         | Weber                 |               |                        |                                                    |

| Arbitro: | Frank |

|             |           |                  |
| Vidolov 53’ | Marcatori | 45’ Kryszałowicz |

| Arbitro: | Jansen |

|           |           |  |
| Schur 18’ | Marcatori |  |

| Arbitro: | Gräfe |

|  |           |             |
|  | Marcatori | 71’ Montero |

| Arbitro: | Pickel |

|           |           |  |
| Skela 87’ | Marcatori |  |

| Arbitro: | Perl |

|               |           |  |
| Ogungbure 67’ | Marcatori |  |

#### Girone di ritorno
| Arbitro: | Weiner |

|            |           |           |
| Gerber 90’ | Marcatori | 35’ Skela |

| Arbitro: | Krug |

|           |           |               |
| Skela 66’ | Marcatori | 80’ Coulibaly |

| Arbitro: | Rafati |

|  |           |                |
|  | Marcatori | 87’ Toppmöller |

| Arbitro: | Merk |

|            |           |           |
| Beierle 2’ | Marcatori | 58’ Kioyo |

| Arbitro: | Koop |

|                                 |           |                                         |
| Örüm 10’ Tavčar 37’ Oslislo 54’ | Marcatori | 33’ Skela 60’ (aut.) Tavčar 73’ Montero |

| Arbitro: | Stark |

|                         |           |              |
| Diakité 16’ Beierle 45’ | Marcatori | 58’ Eggimann |

| Arbitro: | Meyer |

|  |           |                              |
|  | Marcatori | 34’ Tsoumou-Madza 53’ Keller |

| Arbitro: | Fandel |

|           |           |           |
| Skela 30’ | Marcatori | 35’ Rosin |

| Arbitro: | Kinhöfer |

|                       |           |                                        |
| Beierle 15’ Jones 71’ | Marcatori | 24’ (rig.) Labak 82’ Peković 88’ Lösch |

| Arbitro: | Frank |

|                 |           |             |
| Mikolajczak 54’ | Marcatori | 78’ Beierle |

| Arbitro: | Albrecht |

|                                        |           |               |
| Jones 10’ Skela 57’ (rig.) Beierle 66’ | Marcatori | 37’ Scharping |

| Braunschweig 20 aprile 2003, ore 15:00 CEST 29ª giornata | Eintracht Braunschweig | 0 – 0 referto | Eintracht Francoforte | Stadion an der Hamburger Straße (15 213 spett.)\| Arbitro: \| Margenberg \| |
| Arbitro:                                                 | Margenberg             |               |                       |                                                                             |

| Francoforte sul Meno 25 aprile 2003, ore 19:00 CEST 30ª giornata | Eintracht Francoforte | 0 – 0 referto | Union Berlino | Waldstadion (15 000 spett.)\| Arbitro: \| Kammerer \| |
| Arbitro:                                                         | Kammerer              |               |               |                                                       |

| Arbitro: | Wack |

|                                        |           |                       |
| Babatz 37’ Beierle 67’ (aut.) Auer 89’ | Marcatori | 30’ Beierle 74’ Schur |

| Arbitro: | Brych |

|                                            |           |          |
| Jones 40’, 90’ Keller 75’ Skela 82’ (rig.) | Marcatori | 78’ Kern |

| Arbitro: | Gagelmann |

|  |           |                     |
|  | Marcatori | 10’, 17’ Toppmöller |

| Arbitro: | Strampe |

|                                                    |           |                                |
| Jones 5’ Schur 23’, 90’ Skela 38’ Diakité 83’, 90’ | Marcatori | 6’ Frommer 53’ Gambo 56’ Würll |

### Coppa di Germania
| Arbitro: | Weiner |

|                     |           |                                    |
| Dzihic 52’ Okic 85’ | Marcatori | 17’ Guié-Mien 68’ Jones 118’ Skela |

| Arbitro: | Scheppe |

|            |           |  |
| Meggle 90’ | Marcatori |  |

## Statistiche

### Statistiche di squadra
| Competizione      | Punti | In casa | In casa | In casa | In casa | In casa | In casa | In trasferta | In trasferta | In trasferta | In trasferta | In trasferta | In trasferta | Totale | Totale | Totale | Totale | Totale | Totale | DR  |
| Competizione      | Punti | G       | V       | N       | P       | Gf      | Gs      | G            | V            | N            | P            | Gf           | Gs           | G      | V      | N      | P      | Gf     | Gs     | DR  |
| ----------------- | ----- | ------- | ------- | ------- | ------- | ------- | ------- | ------------ | ------------ | ------------ | ------------ | ------------ | ------------ | ------ | ------ | ------ | ------ | ------ | ------ | --- |
| 2. Bundesliga     | 62    | 17      | 10      | 5       | 2       | 34      | 16      | 17           | 7            | 6            | 4            | 25           | 17           | 34     | 17     | 11     | 6      | 59     | 33     | +26 |
| Coppa di Germania | -     | 0       | 0       | 0       | 0       | 0       | 0       | 2            | 1            | 0            | 1            | 3            | 3            | 2      | 1      | 0      | 1      | 3      | 3      | 0   |
| Totale            | 62    | 17      | 10      | 5       | 2       | 34      | 16      | 19           | 8            | 6            | 5            | 28           | 20           | 36     | 18     | 11     | 7      | 62     | 36     | +26 |

### Andamento in campionato
| Giornata  | 1 | 2 | 3 | 4 | 5 | 6 | 7 | 8 | 9 | 10 | 11 | 12 | 13 | 14 | 15 | 16 | 17 | 18 | 19 | 20 | 21 | 22 | 23 | 24 | 25 | 26 | 27 | 28 | 29 | 30 | 31 | 32 | 33 | 34 |
| --------- | - | - | - | - | - | - | - | - | - | -- | -- | -- | -- | -- | -- | -- | -- | -- | -- | -- | -- | -- | -- | -- | -- | -- | -- | -- | -- | -- | -- | -- | -- | -- |
| Luogo     | C | T | C | T | C | T | C | T | T | C  | T  | C  | T  | C  | T  | C  | T  | T  | C  | T  | C  | T  | C  | T  | C  | C  | T  | C  | T  | C  | T  | C  | T  | C  |
| Risultato | V | V | V | P | P | V | V | P | N | V  | V  | N  | N  | V  | V  | V  | P  | N  | N  | V  | N  | N  | V  | V  | N  | P  | N  | V  | N  | N  | P  | V  | V  | V  |
| Posizione | 1 | 1 | 2 | 3 | 6 | 3 | 3 | 5 | 6 | 2  | 2  | 3  | 3  | 2  | 2  | 2  | 2  | 2  | 2  | 3  | 3  | 4  | 3  | 2  | 3  | 3  | 4  | 3  | 4  | 3  | 5  | 4  | 3  | 3  |

Legenda:

Luogo: C = Casa; T = Trasferta. Risultato: V = Vittoria; N = Pareggio; P = Sconfitta.

### Statistiche dei giocatori
!! colspan="4" | Totale

| Giocatore        | 2. Bundesliga | 2. Bundesliga | 2. Bundesliga | 2. Bundesliga | Coppa di Germania M. Beierle | Coppa di Germania M. Beierle | Coppa di Germania M. Beierle | Coppa di Germania M. Beierle | 15       | 6    | 1           | 0          | 0 | 0 | 0 | 0 | 15 | 6 | 1 | 0 |
| Giocatore        | Presenze      | Reti          | Ammonizioni   | Espulsioni    | Presenze                     | Reti                         | Ammonizioni                  | Espulsioni                   | Presenze | Reti | Ammonizioni | Espulsioni |   |   |   |   |    |   |   |   |
| U. Bindewald     | 32            | 1             | 3             | 1             | 2                            | 0                            | 1                            | 0                            | 34       | 1    | 4           | 1          |   |   |   |   |    |   |   |   |
| S. Branco        | 17            | 1             | 3             | 0             | 2                            | 0                            | 0                            | 0                            | 19       | 1    | 3           | 0          |   |   |   |   |    |   |   |   |
| H. Bürger        | 32            | 0             | 6             | 0             | 2                            | 0                            | 1                            | 0                            | 34       | 0    | 7           | 0          |   |   |   |   |    |   |   |   |
| D. Cimen         | 4             | 0             | 0             | 0             | 0                            | 0                            | 0                            | 0                            | 4        | 0    | 0           | 0          |   |   |   |   |    |   |   |   |
| B. Di Gregorio   | 0             | 0             | 0             | 0             | 0                            | 0                            | 0                            | 0                            | 0        | 0    | 0           | 0          |   |   |   |   |    |   |   |   |
| B. Diakité       | 16            | 3             | 1             | 0             | 0                            | 0                            | 0                            | 0                            | 16       | 3    | 1           | 0          |   |   |   |   |    |   |   |   |
| R. Guié-Mien     | 16            | 9             | 3             | 0             | 2                            | 1                            | 0                            | 0                            | 18       | 10   | 3           | 0          |   |   |   |   |    |   |   |   |
| S. Günther       | 14            | 0             | 0             | 0             | 0                            | 0                            | 0                            | 0                            | 14       | 0    | 0           | 0          |   |   |   |   |    |   |   |   |
| J. Jones         | 17            | 6             | 5             | 1             | 1                            | 1                            | 1                            | 0                            | 18       | 7    | 6           | 1          |   |   |   |   |    |   |   |   |
| J. Keller        | 33            | 3             | 7             | 0             | 2                            | 0                            | 1                            | 0                            | 35       | 3    | 8           | 0          |   |   |   |   |    |   |   |   |
| P. Kryszałowicz  | 23            | 3             | 3             | 0             | 2                            | 0                            | 0                            | 0                            | 25       | 3    | 3           | 0          |   |   |   |   |    |   |   |   |
| A. Menger        | 0             | 0             | 0             | 0             | 0                            | 0                            | 0                            | 0                            | 0        | 0    | 0           | 0          |   |   |   |   |    |   |   |   |
| D. Montero       | 29            | 3             | 7             | 0             | 2                            | 0                            | 1                            | 0                            | 31       | 3    | 8           | 0          |   |   |   |   |    |   |   |   |
| O. Nikolov       | 34            | 0             | 0             | 0             | 2                            | 0                            | 0                            | 0                            | 36       | 0    | 0           | 0          |   |   |   |   |    |   |   |   |
| F. Rodrigo       | 1             | 0             | 0             | 0             | 0                            | 0                            | 0                            | 0                            | 1        | 0    | 0           | 0          |   |   |   |   |    |   |   |   |
| A. Schur         | 31            | 4             | 7             | 1             | 2                            | 0                            | 2                            | 0                            | 33       | 4    | 9           | 1          |   |   |   |   |    |   |   |   |
| E. Skela         | 33            | 10            | 0             | 0             | 2                            | 1                            | 0                            | 0                            | 35       | 11   | 0           | 0          |   |   |   |   |    |   |   |   |
| A. Streit        | 32            | 1             | 3             | 1             | 2                            | 0                            | 0                            | 0                            | 34       | 1    | 3           | 1          |   |   |   |   |    |   |   |   |
| D. Toppmöller    | 16            | 3             | 3             | 0             | 0                            | 0                            | 0                            | 0                            | 16       | 3    | 3           | 0          |   |   |   |   |    |   |   |   |
| J. Tsoumou-Madza | 34            | 3             | 3             | 0             | 2                            | 0                            | 0                            | 0                            | 36       | 3    | 3           | 0          |   |   |   |   |    |   |   |   |
| M. Vivian        | 2             | 0             | 1             | 0             | 0                            | 0                            | 0                            | 0                            | 2        | 0    | 1           | 0          |   |   |   |   |    |   |   |   |
| L. Weißenfeldt   | 10            | 0             | 0             | 0             | 0                            | 0                            | 0                            | 0                            | 10       | 0    | 0           | 0          |   |   |   |   |    |   |   |   |
| M. Wenczel       | 1             | 0             | 0             | 0             | 0                            | 0                            | 0                            | 0                            | 1        | 0    | 0           | 0          |   |   |   |   |    |   |   |   |
| A. Wiedener      | 23            | 1             | 4             | 0             | 2                            | 0                            | 1                            | 0                            | 25       | 1    | 5           | 0          |   |   |   |   |    |   |   |   |